# Pérdicas III de Macedonia
Pérdicas III (griego antiguo Περδίκκας, Perdikkas) rey de Macedonia de 365 a 359 a. C., tras suceder a su hermano Alejandro II.  
Hijo de Amintas III y de Eurídice, princesa iliria, era de corta edad cuando su hermano Alejandro II fue asesinado por Ptolomeo de Aloros en 369 a. C., que desde entonces gobernó como regente. Pérdicas lo mató y tomó el trono en 365 a. C. 
En 361 a. C., entró a su servicio el político ateniense en el exilio, Calístrato, que le ayudó a reorganizar su reino. Sin embargo, los problemas externos del reino no acabaron y Macedonia seguía presionada en sus frentes tradicionales: la costa egea, en la que seguían las disputas con los atenienses, y las fronteras occidentales, donde los ilirios habían renovado sus agresiones contra Macedonia.
Durante su reinado se alía con la ciudad de Tebas en Grecia, entregándole rehenes para mostrar su amistad y fidelidad. Enfrentado a Atenas perdió dos plazas importantes: Metona y Pidna (364 a. C.). Pese a su posterior alianza con Atenas para luchar contra Olinto, nuevamente en el 362 a. C. se enfrenta a los atenienses por el control de Anfípolis.
Su reino fue de corta duración. Pérdicas III murió con 4000 de sus hombres (Polieno, IV, 10, 1; Diod., XVI, 2, 5) en una batalla contra los ilirios de Bardilis I, que había invadido la Alta Macedonia en 359 a. C.Se trató de una terrible derrota que ponía al reino de Macedonia al borde de la desaparición.
Fue sucedido por su joven hijo, Amintas IV bajo la regencia de su tío Filipo II pero el trono fue usurpado muy pronto por Filipo.
Pérdicas III mantuvo vínculos con filósofos como Platón y Eufreo de Óreo; este último, incluso, pasó un tiempo en la corte del rey macedonio.